# California Crossing
California Crossing is het zevende album van de band Fu Manchu. 

## Track listing
| nr. | titel               | duur |
| --- | ------------------- | ---- |
| 1   | Separate Kingdom    | 3:41 |
| 2   | Hang On             | 3:39 |
| 3   | Mongoose            | 4:10 |
| 4   | Thinkin' Out Loud   | 3:27 |
| 5   | California Crossing | 3:36 |
| 6   | Wiz Kid             | 3:51 |
| 7   | Squash That Fly     | 2:56 |
| 8   | Ampn'               | 3:35 |
| 9   | Bultaco             | 3:11 |
| 10  | Downtown in Dogtown | 3:18 |
| 11  | The Wasteoid        | 3:52 |

- Op de uitgebrachte versie in Japan is het nummer "Planet of the Ape Hangers" toegevoegd.
- Van het nummer "Squash That Fly" is een muziekvideo gemaakt.
- Keith Morris (o.a. Blag Flag) zingt in het nummer "Bultaco".
- Scott Hill speelt keyboard in het nummer "Hang On".

## Bandleden
- Scott Hill - zang en gitaar
- Brant Bjork  - drum
- Brad Davis - basgitaar
- Bob Balch - gitaar